# 錢不夠用2
《钱不够用2》是一部新加坡电影，由梁智強自編自導自演，由梁智强工作室、新传媒星霖电影公司和东方天蝎影视私人有限公司共同制作。继《钱不够用》第一部上映十年之后，当地名人导演梁志强的《钱不够用2》在新加坡重新给观众们带来了对普通人生活的关注，电影内容揭示了当下人们对金钱过分追求的现状。主演群與角色名稱與上集基本相同，但兩集分屬不同宇宙。此片在新加坡票房为487万新元。

## 剧情
故事围绕着当代新加坡的来自中等收入家庭的三个兄弟的生活展开。他们三人分别代表了新加坡的白领和蓝领。
大哥杨宝辉是低收入群体的代表人物。还是孩子的时候，由于家里比较穷，他离开了学校，提早到社会上工作挣钱。作为运输工人，他在同一家运输公司工作了30年。在最小的弟弟的劝说下，他兼职传销保健产品。随着传销生意越做越好，宝辉觉得他的本职工作没有出路，就辞职不干了，专门做他的传销生意。然而，后来发生了有人使用保健产品出事，于是生意被迫搁置，导致了宝辉一家面临经济危机状况。
二哥杨宝强代表的是成功商人的形象。作为自己企业的老板，他和妻子以典型的新加坡方式炫耀着他们的财富，他们身着名师设计的衣服，开着豪华的轿车，拥有一栋能够放置一切的大房子。然而，由于贪婪的缘故，宝强被律師骗了钱，于是他同样陷入经济危机中。
老三杨宝煌代表普通的中产阶级。他有一份薪水很高的工作，是一家保健品贸易公司的多层次市场区域主管。为了维持绚丽多彩的生活方式，他的开销很大。后来，保健品生意破产，债务堆积如山，宝煌也面临着财务危机状况。后来他的妻子介入其中，反而使得他们的关系变坏，而且妻子由于为宝煌担责任而被判了刑。 
随着财富发生变化，兄弟三人开始忽视他们年迈的母亲。生活条件好的时候，慷慨和孝顺是很容易做到的，但是当家庭预算开始紧缩，真孝的含义是什么？这个时候，即使连最基本的安排，包括他们的母亲应该和谁待在一起，都成为了一个有争议的问题。
为了维持生计，每个兄弟的家庭成员也试图出去挣钱。然而不幸的是，突然发生了一起车祸，而宝强的女儿竟在这起车祸中受了重伤。
宝强的女儿出现了非常危险的状况，需要进行血液移植手术才能保住性命。三兄弟的母亲碰巧住在同一家医院，而且巧合的是，孙女和奶奶需要同样的血型治病。但医院只有一包这种类型的血液，于是混战发生了，大家都在决定到底應該是先救孙女，还是先救奶奶？
得知了该情况，奶奶决定牺牲自己挽救孙女的性命，她觉得为年轻一代做出牺牲是值得的，而且感觉自己也活不了几年了。
后来，宝煌的妻子被释放了，家庭又开始富裕了起来，而且他们买彩票获得了一等奖。他们拿祭品供奉他们的母亲，虽然母亲已经去世了，但是大家都认为是母亲在世时帮助他们度过了难关。
影片以整个家庭开始新生活作为结束，而三兄弟也从之前的经验中吸取了教训。

## 续集
梁志强后来又拍摄了该电影的迷你续集，片名是《吓到笑》（ where Got Ghost），是一部惊悚的喜剧电影。
那是阴历七月的一天，三兄弟宝强、宝煌和宝辉都去祭拜已故的母亲。他们痛苦地向母亲抱怨他们的财政收入状况不佳，而母亲的在天之灵也没有保佑他们多挣钱。然而不久之后，家中开始接二连三地发生奇怪的事情。三兄弟都声称在很多场合见到过母亲的幽灵或者听到过母亲的声音。后来听说了关于如果父母是在夜里死的将会给孩子们带来厄运的传言之后，宝强和宝煌驳回了哥哥宝辉的建议，劝哥哥把母亲的骨灰盒和牌位送到寺庙里去。
于是宝辉试图把母亲的骨灰盒和牌位送到寺庙里去，但是震惊地发现幽灵又一次出现在他的车中。宝辉立即打电话给其他两个弟弟，要求弟弟陪他一同前往，但是弟弟们认为哥哥是反应过度了。
在一次马来西亚的汽车旅行中，母亲的幽灵突然出现在他们行驶的公路的前方，致使宝煌来了个紧急刹车而且几乎冲下了悬崖。幸运的是，兄弟三人都从车中爬了出来而且毫发无损。正当他们惊讶于母亲的幽灵怎么会在这个时候出现时，三人亲眼目睹了沿着前面的公路发生了一起巨大的滑坡事件。他们忽然就醒悟过来了，其实母亲挽救了他们三个人的性命。
2020年5月，mm2娛樂宣布，梁志強、李國煌與程旭輝透過AsiaOne線上直播宣布將正式開拍《錢不夠用3》。

## 主要演员表
电影由以下演员主演：
- 黎明（马来西亚艺人）   饰演 杨妈妈
- 程旭辉 饰演 杨宝辉，楊媽媽的大兒子，育有3女
- 梁智强 饰演 杨宝强，楊媽媽的二兒子，有一女「斯特拉·楊」
- 李国煌 饰演 杨宝煌，楊媽媽的小兒子
- 林茹萍 饰演 楊寶輝的妻子；育有三女
- 朱玲玲 饰演 玲玲，楊寶強的妻子，有一女「斯特拉·楊」
- 赖怡伶 饰演 周燕燕，楊寶煌的妻子；貪污前工作為會計
- 鄭順心飾演 楊寶輝大女兒
- 持芳蘋飾演 楊寶輝二女兒
- 軒舒事飾演 楊寶輝小女兒
- 愛雯 饰演 斯特拉·楊，為楊寶強與玲玲的小孩
- 鐘耀南 饰演 陳冠塞，本劇的反派角色，有四個手下
- 黃晶晶、尤容敏 飾演 楊媽媽友人
- 卓明發 飾演 楊寶輝 前公司老闆
- 趙工軍 飾演 楊寶輝 前公司廠長
- 顏福全 飾演 唱歌比賽的綠腿醜男，編號為196號
- 黃雷 飾演 唱風真透(改)的計程車司機
- 明珠姐妹（夏振皓、朱麗麗)）、黃碧華 飾演 舞廳小姐
- 邁克·柏獻、張鬆光、王金發博士 飾演 樹皮粉廠商
- 洪來興、林建福、楊均緞、慕啊彈 飾演 陳冠塞手下

## 配角
- 聯合主演

鄭荔分 老人院負責人 

鄭盈盈 Stapnanic 

翁興昂 律師 

洪慧敏 醫生 

編福超 急診室醫生 

黃雄方、沈輝誰 醫院經理 

MASTURA BTE AHMAD 停車場稽查員 

楊元 下雨時的機車騎士 

吳建冠 法官 

馮愷峰 主控官 

謝楊剛 商業調查局

黃家強 衛生棉代言人 

趙公編 郵長 

劉至雪 札童經理 

高明和 德士車司機 

楊美婷 Mondy 

侯愛玲 司儀 

洋瑞耀 老人院老爺爺 

- 單位集體演出：梁家班演員

## 电影歌曲
| 電影歌曲                                                               | 電影歌曲      | 電影歌曲                           | 電影歌曲                 | 電影歌曲                                                                              | 電影歌曲                                                                                    |  |
| 歌名                                                                   | X 曲          | 作詞                               | 作曲、編曲               | 演唱                                                                                  | 其它備註                                                                                    |  |
| ---------------------------------------------------------------------- | ------------- | ---------------------------------- | ------------------------ | ------------------------------------------------------------------------------------- | ------------------------------------------------------------------------------------------- |  |
| 歌名                                                                   | X 曲          | 作詞                               | 作曲、編曲               | 演唱                                                                                  | 其它備註                                                                                    |  |
| COUNT ON ME SINGAPORE（福建版）                                        | 片頭曲        | 梁智強                             | 鄧凱華                   | 梁智強、阿南、王雪（福建歌詞）                                                        |                                                                                             |  |
| We are Singapore(原版、福建版）                                        | 主題曲        | 鄧凱華（原版）；梁智強（福建歌詞） | 鄧凱華（重新編曲）       | 黃金源、 曹恩平、鄧凱華、王瑞祥、陳愈雅、楊佳盈（原版）；梁智強、阿南、王為（福建版） | 鄧凱華製作錄音                                                                              |  |
| Mother，你只是一个名（男聲版、老人院版、醫院版、女聲版-01、女聲版-02） | 插曲          | 梁志强                             | 黃一飛作曲；Billy Ho編曲 | 黄一飛、明珠姐妹、Alison Yap、Vanessa Voon                                            | 謝繼麟吉他；鄧智彰、鄧凱華製作；鄧凱華、許國文錄音混音； J Team Promuctions、RoStudio錄音室 |  |
| 家後                                                                   | 插曲          | 鄭進一、陳維祥                     | 鄭進一                   | 李佩芬                                                                                | MEDIACORP AUDIO POST 混音                                                                   |  |
| 草蜢仔弄雞公                                                           | 插曲          | 明珠姐妹                           | 明珠姐妹                 | 明珠姐妹                                                                              |                                                                                             |  |
| 昂餃某親老婆拋車輪                                                     | 插曲          | 明珠姐妹                           | 明珠姐妹                 | 明珠姐妹                                                                              | 部分國家中文翻譯：尪親某親老婆仔拋車輪                                                      |  |
| 一百萬                                                                 | 插曲、片尾曲1 | 黃一飛                             | 黃一飛                   | 黃一飛                                                                                |                                                                                             |  |
| 風真透(改)                                                             | 片尾曲2       | 梁智強                             | 吳嘉祥                   | 黃雷                                                                                  | 原創音樂：黃金源；在片尾曲「一百萬」播出時，同時插入播出；歌詞:今天風真透，鈔票都通通到     |  |
| 无惊天黑黑                                                             | 插曲、片尾曲3 | 黃ㄧ飛                             | 黃ㄧ飛                   | 黃ㄧ飛                                                                                |                                                                                             |  |

## 上映紀錄
《錢不夠用2》於2009年5月上映後，在臺灣臺中市中區的二輪戲院萬代福影城長期播放，至2020年6月仍每天於中午12:20放映一場，創下台灣戲院史上最長放映紀錄，直至2022年3月31日播出每日固定班次最後一場。
在2022年3月28日宣布，凡企業、團體人數滿20人即可預約，免費觀賞時段為周一至周日上午10：30，但同年6月1日起因疫情暫停營業而停止播映。
2024年 3月 14日-梁智强导演在他个人FB宣布会在马来西亚2024年 3月 21日 重映《钱不够用2》

## 獎項
| 年份   | 頒獎典禮       | 獎項       | 入圍者 | 結果 |
| ------ | -------------- | ---------- | ------ | ---- |
| 2008年 | 第45屆金馬獎   | 最佳女配角 | 黎明   | 提名 |
| 2009年 | 第53屆亞太影展 | 最佳男配角 | 程旭辉 | 獲獎 |

## 外部連結
- 互联网电影数据库（IMDb）上《錢不夠用2》的资料（英文）
- 爛番茄上《錢不夠用2》的資料（英文）
- Box Office Mojo上《錢不夠用2》的資料（英文）
- AllMovie上《錢不夠用2》的资料（英文）
- 開眼電影網上《錢不夠用2》的資料（繁體中文）
- Yahoo奇摩電影上《錢不夠用2》的資料（繁體中文）
- 时光网上《錢不夠用2》的資料（简体中文）
- 豆瓣电影上《錢不夠用2》的資料 （简体中文）